# NGC 1697
NGC 1697 (również ESO 56-SC5) – gromada otwarta, znajdująca się w gwiazdozbiorze Złotej Ryby. Należy do Wielkiego Obłoku Magellana. Odkrył ją John Herschel 2 listopada 1834 roku.